# キャッシュ・キャッシュ
キャッシュ・キャッシュ（Cash Cash）は、アメリカ合衆国のDJトリオ。元々はニュージャージー州ローズランドにて結成されたポップ・パンク・バンドである。
ポップ・パンクと、1980年代を彷彿とさせるエレクトロニック・サウンドを独自のセンスで融合させたクオリティの高い楽曲が特徴で、大手メジャーレーベルのユニバーサル・レコードから、ファースト・アルバム『Take it to the Floor』でデビューを飾った。
2002年から活動を行っているが、初期の頃は「ザ・コンシクエンス (The Consequence)」というバンド名で活動しており、2008年初頭に現在のバンド名「キャッシュ・キャッシュ」へと変更している。2012年頃にバンドからDJトリオへと転身した。

## 略歴

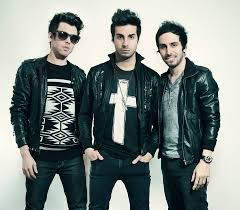
バンド時代のCash Cash

2002年にニュージャージー州ローズランドにて、親友同士だったジーン・ポール・マッカルーフとサミュエル・フリスクを中心に、前身バンドとなる「ザ・コンシクエンス (The Consequence)」を結成。
その後、ドラマーとキーボーディストのメンバー・チェンジを何度も繰り返しながら、2007年になって、ジーンの弟であるアレックスが参加し初めて現在のメンバー構成が完成する。同年夏に、ジーンの自宅にあるレコーディング・スタジオにて、後に彼らのファースト・シングルとなる「Party In Your Bedroom」を含むデモを数曲作成し、その後の2008年初頭にバンド名をキャッシュ・キャッシュへ変更。
メジャー・レーベルのユニバーサル・レコードと契約を結び、2008年10月7日にファースト・EP『Cash Cash EP』をリリースし、それから時をまもなくした12月23日にファースト・アルバム『Take it to the Floor』をリリースした。
2010年発売のゲーム『ソニックカラーズ』で、テーマ・ソングである「Reach For The Stars」とエンディング・テーマの「Speak With Your Heart」を担当。また、2011年発売の『ソニック ジェネレーションズ』でも楽曲のリミックスなどを担当した。
現在もメトロ・ステーションやシング・イット・ラウド等の人気バンドとツアーを行うなど、精力的に活動を行っている。
2011年の来日は、ジーン・ポール・マッカルーフ、サミュエル・フリスク、アレックス・マッカルーフ、アンソニー・ビラカリー。2012年の来日は、ジーン・ポール・マッカルーフ、サミュエル・フリスク、アレックス・マッカルーフとなっている。

## メンバー

### 現在のメンバー
- ジーン・ポール・マッカルーフ (Jean Paul Makhlouf) - ボーカル、ギター (2002年- )
- アレックス・ルーク・マッカルーフ (Alex Luke Makhlouf) - キーボード、ヴォコーダー、トーク・ボックス、プログラミング (2002年- )
- サミュエル・ウォーレン・フリスク (Samuel Warren Frisch) - ベース、バック・ボーカル、プログラミング (2002年- )

### 旧メンバー
- ミカエル・ドエル (Michael Doerr) - ギター、バック・ボーカル (2007年-2009年) ※ツアー・メンバー
- アンソニー・ビラカリー (Anthony Villacari) - ドラム (2007年-2011年)

## ディスコグラフィ

### スタジオ・アルバム
- Take It to the Floor (2008年、Universal Republic)
- 『Love or Lust』 - Love or Lust (2011年、Cash Cash/Twilight)
- 『The Beat Goes On』 - The Beat Goes On (2012年、Cash Cash/Twilight)
- 『ブラッド、スウェット&3イヤーズ』 - Blood, Sweat & 3 Years (2016年、Big Beat/Atlantic)
- 『セイ・イット・ライク・ユー・フィール・イット』 - Say It Like You Feel It (2021年、Big Beat/Atlantic)